# 島根県道161号斐川出雲大社線
島根県道161号斐川出雲大社線（しまねけんどう161ごう ひかわいずもたいしゃせん）は、島根県出雲市を通る一般県道である。

## 概要
出雲市斐川町黒目から出雲市大社町杵築東に至る。

### 路線データ
- 起点：島根県出雲市斐川町黒目・黒目東交差点（島根県道23号斐川一畑大社線交点）
- 終点：島根県出雲市大社町杵築東（国道431号交点）

## 路線状況
もともとこの道路は農道として整備された経緯があり、そうしたことから県道指定されている現在でも、この道路は「大型農道」と呼ばれることがある。平成の大合併前の旧出雲市域北部の重要幹線であると共に、観光地である出雲大社へのアクセスが容易であることから、国道9号のバイパス的な路線としても利用される。

### 通称
- 大社街道

### 道路施設

#### 橋梁
- 若宮橋（新川、出雲市）
- 北神立端（斐伊川、出雲市）
- 古内藤橋（古内藤川、出雲市）
- 宇迦橋（堀川、出雲市）

#### 道の駅
- 大社ご縁広場（出雲市）

## 地理

### 通過する自治体
- 島根県
  - 出雲市

### 交差する道路
| 交差する道路                    | 交差する場所 | 交差する場所        |
| ------------------------------- | ------------ | ------------------- |
| 島根県道23号斐川一畑大社線      | 斐川町黒目   | 黒目東交差点 / 起点 |
| 島根県道184号平田荘原線         | 斐川町黒目   | 黒目中交差点        |
| 島根県道275号十六島直江停車場線 | 斐川町福富   | 福富交差点          |
| 島根県道159号出雲平田線         | 武志町       |                     |
| 島根県道278号矢尾今市線         | 高岡町       | 高岡交差点          |
| 島根県道276号遙堪今市線         | 江田町       | 江田交差点          |
| 島根県道28号出雲大社線          | 大社町入南   | 入南交差点          |
| 島根県道162号大社立久恵線       | 大社町北荒木 | 北荒木交差点        |
| 国道431号                       | 大社町杵築東 | 終点                |

### 交差する鉄道
- 一畑電車北松江線

### 沿線
- 宍道湖
- 斐伊川
- 出雲ドーム
- 島根県立浜山公園
- 出雲市立大社中学校
- 出雲市立大社小学校
- 一畑電車北松江線 出雲大社前駅
- 出雲大社